# Miscophus irwini
Miscophus irwini (лат.) — вид песочных ос рода Miscophus из подсемейства Crabroninae (триба Miscophini). Эндемик Израиля.

## Распространение
Распространен  в долине Вади-эль-Араба в Израиле.

## Описание
Длина тела 7,5—8,0 мм. Miscophus irwini имеет отчётливо сходящийся внутренний край глаза как у видов M. fuscoales и M. dispersus. У M. dispersus пять переднебазитарзальных шипов, в отличие от трёх у остальных видов. Крылья серовато-инфускатные без чёрной вершины и без металлических отблексов у M. irwini, а ноги имеют некоторые красные части, что отличает вид от M. fuscoales. Основной цвет чёрный, красные: тегулы, голени и лапки, задние бёдра, брюшко, пракостальная пластинка (тегула и пракостальная пластинка обе с чёрным центром). Оставшиеся бёдра и части голеней частично или полностью чёрные (цвет ног у паратипов изменчив). Мандибула, кроме вершины, стернит AS1 ниже и пронотальная доля желтоватые.

## Таксономия и этимология
Вид был впервые описан в 2022 году по типовым материалам из Израиля. Вид irwini назван в честь Майка Ирвина (Mike Irwin) из Университета Иллинойса в знак признания его заслуг в исследовании Diptera и сборе Hymenoptera. Он собрал большинство экземпляров из Израиля с помощью ловушек Малеза во время двух полевых поездок в 1995 и 1996 годах.